# HD 166
HD 166 är en ensam stjärna belägen i den södra delen av stjärnbilden Andromeda, som också har variabelbeteckningen V439 Andromedae. Den har en genomsnittlig skenbar magnitud av ca 6,15 och är mycket svagt synlig för blotta ögat där ljusföroreningar ej förekommer. Baserat på parallax enligt Gaia Data Release 2 på ca 72,6 mas, beräknas den befinna sig på ett avstånd på ca 44,9 ljusår (ca 13,8 parsek) från solen. Den rör sig närmare solen med en heliocentrisk radialhastighet på ca -7 km/s. Stjärnan ingår i Herkules-Lyran-föreningens rörelsegrupp.

## Egenskaper
HD 166 är en solliknande gul till vit stjärna i huvudserien av spektralklass K0 Ve där suffixet anger närvaro av emissionslinjer i dess spektrum. Den har en massa som är ca 0,89 solmassor, en radie som är ca 0,92 solradier och har ca 0,61 gånger solens utstrålning av energi från dess fotosfär vid en genomsnittlig effektiv temperatur av ca 5 500 K. Röntgenstrålning med en styrka av 8,5 x 1028 erg/s har observerats från stjärnan.
Ett överskott av infraröd strålning har observerats runt HD 166, vilket sannolikt tyder på närvaro av en omgivande stoftskiva med en radie av 7,5 AE. Temperaturen hos skivan är 90 K.
Det har visat sig att periodiciteten av den fotometriska variabiliteten hos HD 166 sammanfaller med rotationsperioden. Detta leder till dess klassifikation som en BY Draconis-variabel, vars variationer i magnitud (6,13 – 6,17) orsakas av närvaron av stora stjärnfläckar på ytan och genom kromosfärisk aktivitet.